# José de Alós y Bru
José de Alós y Bru (1730 — Calella, 1800), II Marqués de Alós, fue un militar catalán.

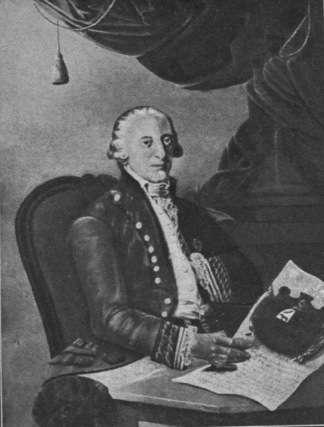
Grabado de José de Alós y Bru

## Biografía
José de Alós y Bru era hijo de Antonio de Alós y de Rius y de Teresa Brú.
En agosto de 1745, de la mano de su padre, Capitán teniente del cuerpo de elite de los Granaderos Reales, ingresa en el mismo cuerpo en calidad de subrigadier. En septiembre de 1747 será ascendido a capitán y destinado al regimiento de dragones de Batavia unidad entonces al mando de Manuel Amat. Más adelante alcanzó el grado de Teniente general de los reales ejércitos ocupando el puesto de Gobernador de la plaza de Jaca. Residió durante un tiempo en Fonz. Se casó con María Ventura de Mora y Areny. Su hijo primogénito José María de Alós y de Mora le sucedió en el Marquesado de Alós.

## Títulos y Dignidades
- II marqués de Alós
- Caballero de la Orden de Santiago